# Naruto the Movie: Snow Princess' Book of Ninja Arts
Naruto the Movie: Snow Princess' Book of Ninja Arts (大活劇! 雪姫忍法帖だってばよ!! Daikatsugeki! Yukihime Ninpōchō dattebayo!!) är en film baserad på anime- och mangaserien Naruto av Masashi Kishimoto. Filmen hade premiär i Japan den 21 augusti 2004. Filmen var så populär att man gjorde en uppföljare (Naruto the Movie 2). Filmen släpptes på DVD den 28 april 2005.

## Handling
Filmen börjar med att introducera en tidigare okänd hjältinna i Naruto-serien; Prinsessan Fuun. Fuuns ärkefiende, Mao, utmanar henne med en armé av vandöda soldater. Till en början verkar hans planer gå som planerat, tills att Prinsessan Fuun och hennes kamrater, Shishimaru, Brit och Tsukuyaku, attackerar Mao med krafterna från den Sjufärgade Chakran. Detta medan Naruto, på avstånd, ser händelsen och blir upprymd.
Man får sedan reda på att Naruto delvis inbillar sig händelsen. Han sitter egentligen och kollar på en scen i en film, tillsammans med de andra i Team 7; Sakura Haruno och Sasuke Uchiha. Sedan börjar publiken i biografen kasta saker på de i Team 7 eftersom de är så högljudda när de bråkar med biografens föreståndare. Kakashi hade skickat iväg dem för att kolla på filmen som en förberedelse inför deras nästa uppdrag, att skydda Fujikaze Yukie, skådespelerskan som innehar rollen som Prinsessan Fuun, medan hon gör sin nästa film i Snölandet. Medan filmen utvecklar sig får man reda på att Yukie egentligen är Snölandets prinsessa, landet blev dock invaderat av ninjor när hon var ett barn. Ledaren över de ninjorna, Doto Kazahana, vill få tag i Yukies kristallhalsband för att komma åt Snölandets skatt som Yukies far hade gömt innan han blev mördad. Efter olika strider mellan Team 7 och ninjorna så lyckas Doto få tag i kristallhalsbandet. När han öppnar "skatten" så finner man att det egentligen inte finns någon riktig skatt, utan det är bara en generator avsedd för att smälta snön i landet för att våren ska kunna anlända. Doto blir sedan slagen av Naruto på ett sätt inte helt olikt prinsessans Fuuns sätt att besegra Mao.
När de fientliga ninjorna till slut är borta så blir Yukie återigen prinsessa över Snölandet, vilket sedan förvandlas till Vårlandet efter fullbordandet och användandet av generatorn. Trots att Yukie är prinsessa så vill hon fortsätta med sitt skådespeleri, och nästa film blir, till Kakashis glädje, en version av en av Jiraiyas Icha Icha-noveller.